# Candleman
Candleman es un videojuego de plataformas y puzzles desarrollado por el estudio chino Spotlightor Interactive y publicado por Indienova y Zodiac Interactive. Fue creado como un prototipo para Ludum Dare, un concurso de desarrollo de videojuegos en tiempo limitado. Tras su recepción positiva, una versión completa del juego fue publicada para Xbox One el 1 de febrero de 2017. Recibió una actualización más tarde ese mismo año, bajo el nombre Candleman: The Complete Journey con add-ons descargables. El juego recibió criticas positivas por sus gráficos, concepto, música e historia, aunque algunas negativas por la falta de profundidad en la historia y su dificultad.

## Jugabilidad
Candleman es un juego de plataformas, cuya mecánica se basa en saltar y correr, pero en penumbras, casi en total oscuridad. El personaje principal, llamado "el pequeño candelabro" en algunas cinemáticas, sirve en sí mismo como fuente de luz para ver apropiadamente a través de la oscuridad del escenario. Sin embargo, la vela que lleva puede ser usada por un tiempo total de 10 segundos por nivel, si el jugador excede este tiempo, perderá. Existen otras fuentes de luz, propias del ambiente y el diseño de los niveles. El objetivo es llevar al final de cada nivel y encender velas a lo largo del camino.
El juego tiene un número de niveles individuales que transcurren a través de 13 capítulos, posee un DLC con tres capítulos adicionales, con escenas adicionales que cuentan un poco más de la historia. Tras completar el juego base, se desbloquea el modo contrarreloj, el cual no requiere que encendamos velas a través del camino.
La historia comienza en un barco abandonado, donde un candelabro antropomórfico cuestiona el propósito de su vida y quién es. Luego de encontrar un faro, emprende un viaje de inspiración. El final del juego base no es muy claro.

## Desarrollo
En 2013, Candleman fue originalmente creado como prototipo para el concurso de desarrollo de videojuegos en 48 horas, Ludum Dare, bajo la temática "10 segundos". Tras recibir varios reconocimientos, el prototipo inicial fue exhibido a Kongregate, con una recepción positiva, apareciendo finalmente en la portada.
La desarrolladora compró los derechos de publicación para Xbox One seis meses después. El juego original fue publicado mundialmente el 1 de febrero de 2017, luego se le añadieron tres capítulos adicionales el 20 de octubre del mismo año, llamado Lost Light, entonces, fue lanzado en consolas.
Durante el desarrollo, fue considerado el modo de juego cooperativo local, pero se descartó debido a la falta de tiempo para el desarrollo. Candleman fue lanzado en Windows el 31 de enero de 2018 y en macOS en febrero del mismo año. Una versión para móviles fue lanzada para iOS y Android en marzo de 2018. Versiones para PlayStation 4 y Nintendo Switch fueron lanzadas el 21 de agosto de 2018 y 3 de octubre de 2019, respectivamente.

## Recepción
Candleman recibió, en general, reseñas positivas del agregador de reseñas Metacritic. Después de su publicación, los jugadores criticaron la facilidad y corta duración del videojuego, Mark Kansen, de Tech Raptor mencionó que la dificultad varía, pero que nunca alcanza su potencial totalmente. Garland Pan de Darkstation notó falta de desafíos en la jugabilidad, pero la simplicidad de los controles hacia que fuera un juego accesible. A pesar de que el juego fue diseñado con la intención de atraer a un público más amplio, el creador respondió a las críticas sobre la baja dificultad añadiendo una tabla de puntos competitiva.
Los críticos elogian al juego por sus gráficos y visuales únicas. Ollie Reynolds de Nintendo Life dijo que el juego es "hermoso de contemplar", con escenarios abstractos y una iluminación vibrante. Nick Banks de Keengamer calificó al juego como "sorpresivamente atmosférico y artísticamente impulsado", pero que carecía de gráficos de alta definición. Jake Arias de Killapenguin.com calificó las visuales como un "llamador de capturas de pantalla", con escenario e iluminación coloridos y con texturas regulares en las etapas tempranas.
Las quejas sobre el juego se centraron principalmente en la falta de profundidad de historia. Garland Pan de Darkstation cree que "la historia deja mucho que desear" y "no conlleva mucha carga emocional". Adam Carroll de GodisaGeek cree que la emoción de la historia "simplemente no estaba ahí" y la comparó con un cortometraje de Pixar.